# جيمس كالهون (عسكري)
جيمس كالهون (بالإنجليزية: James Calhoun)‏ كان جنديًا في جيش الولايات المتحدة أثناء الحرب الأهلية الأمريكية وحرب سيوكس العظمى العام 1876، ولد في 24 أغسطس 1845 في سينسيناتي في الولايات المتحدة، وقتل في 25 يونيو 1876 في معركة لتل بيج هورن.